# معركة النجف (2003)
معركة النجف هي احدى المعارك الكبرى التي حدثت اثناء غزو العراق بدأت المرحلة الاولى من المعركة عندما قاتلت فرقة المشاة الامريكية الثالثة لتطويق المدينة المرحلة الثانية كانت عندما خاض جنود الفرقة (101 المحمولة جواً) الامريكية معركة لتطهير المدينة والسيطرة عليها.

## الخلفية
تقع مدينة النجف على مفترق طرق سريعة مهمة تؤدي شمالًا إلى كربلاء وبغداد. وبدلًا من تجاوز المدينة كما حدث مع الناصرية والسماوة، قررت الفرقة الثالثة مشاة الأمريكية عزل المدينة لمنع استخدامها كنقطة انطلاق لهجمات على خطوط الإمداد الأمريكية. كان المخطط يقضي بالسيطرة على الجسور الرئيسية في الكفل، وهي بلدة تقع شمال النجف، وأبو صخير، وهي بلدة تقع جنوب النجف. أُطلق على الجسر الشمالي في الكفل الاسم الرمزي "الهدف جينكنز"، بينما حمل الجسر الجنوبي في أبو صخير الاسم الرمزي "الهدف فلويد".
قبل بدء الهجوم، تسببت عواصف رملية كثيفة في المنطقة في إيقاف جميع مروحيات الجيش عن الطيران، ما حرم القوات الأمريكية من الدعم الجوي.
تم إدخال وحدة العمليات الخاصة ODA 0544 التابعة للفصيل برافو، الكتيبة الثانية، مجموعة القوات الخاصة الخامسة إلى مهبط وادي الخير بواسطة طائرة لوكهيد MC-130، ثم قطعت مسافة 80 كيلومترًا نحو النجف، حيث بدأت بنصب نقاط تفتيش للمركبات بغرض جمع المعلومات الاستخبارية المحلية. في وقت سابق، كانت وحدة ODA 572 قد دخلت المدينة نتيجة تلقيها إحداثيات خاطئة، لكنها انسحبت سريعًا تحت نيران قذائف الهاون العراقية.

## الهجوم بالأباتشي في 24 مارس
في 24 مارس، كُلّفت 32 مروحية هجومية من طراز AH-64D لونغبو أباتشي تابعة لفوج الطيران الحادي عشر بتنفيذ مهمة اختراق بعيدة المدى ضد قوات مدرعة تابعة لـفرقة المدينة التابعة للحرس الجمهوري، والتي كانت متمركزة خارج النجف. وبدلًا من استخدامها لتوفير الدعم الجوي القريب قرب الخطوط الأمامية، كانت الخطة أن تُستخدم هذه المروحيات بطريقة مشابهة للطائرات المقاتلة الهجومية.
يُعتقد أن المراقبين العراقيين كانوا يراقبون مناطق تجمّع الفوج الحادي عشر للطيران، وبغض النظر عن ذلك، فعندما اقتربت مروحيات 1-227 AVN و6-6 CAV من النجف في تلك الليلة، تم إطفاء شبكة الكهرباء في المدينة لعدة ثوانٍ كإشارة على اقتراب المروحيات. وتعرضت المروحيات لنيران كثيفة من المضادات الأرضية والأسلحة الخفيفة. وقد أصيبت جميع المروحيات المشاركة في المهمة، ونجت إحداها من إصابة مباشرة بقذيفة RPG. اضطرت المجموعة للعودة إلى القاعدة، حيث كانت بعض المروحيات تحترق، وأخرى تعمل بمحرك واحد فقط أو مثقوبة بالكامل.
سقطت إحدى المروحيات الأباتشي في منطقة مستنقعية، ولم تتمكن طائرات البحث والإنقاذ القتالي من الوصول إلى موقع التحطم بسبب كثافة نيران الدفاعات الجوية. حاول الطياران، ضابط الصف الطيار رونالد يونغ الابن وديفيد ويليامز، التسلل هربًا من القوات العراقية عبر السباحة في قناة مائية. وبعد أن قطعا مسافة ربع ميل، خرجا من القناة وحاولا العبور عبر أرض مكشوفة نحو حزام شجري، لكنهما رُصدا في ضوء القمر الساطع من قِبل مدنيين مسلحين، وأُجبرا على الاستسلام بعد تعرضهما لإطلاق نار. سُلما لاحقًا إلى القوات العراقية وتم تحريرهما في منتصف أبريل قرب تكريت.
أظهر الإعلام العراقي المروحية المحطمة على التلفاز وادعى أنها أُسقطت من قِبل فلاح باستخدام بندقية برنو ذات الترباس، إلا أن هذا الادعاء يُعتبر غير مرجح نظرًا لكثافة نيران الدفاعات الأرضية وتدريع المروحية الأباتشي.
لاحقًا تم تدمير المروحية المعطوبة بإطلاق صاروخين من نوع MGM-140 ATACMS بعيد المدى عليها لمنع العراقيين من الاستفادة من معداتها.
أثار هذا الهجوم الفاشل جدلاً واسعًا؛ حيث رأى البعض أنه أظهر عدم فاعلية الأباتشي في الضربات بعيدة المدى نظرًا لانعدام قدرتها على التخفي وضعف حمايتها من النيران الأرضية، وبالتالي يجب حصر استخدامها في مهام الدعم الجوي القريب. بينما اعتبر آخرون أن فشل المهمة يعود إلى سوء التخطيط وتسريبات أمنية، وليس إلى عيوب في المروحية نفسها. في 26 مارس، حاولت مروحيات AH-64A من كتيبة 2-6 CAV تنفيذ ضربة بعيدة المدى مرة أخرى، لكن هذه المرة تمت بتنسيق مسبق مع قصف مدفعي وتمهيد جوي بواسطة طائرات F/A-18. كما أن المروحيات لم تتوقف للتحويم، بل أطلقت النيران أثناء التحرك. وأسفرت هذه العملية عن تدمير 7 مدافع مضادة للطائرات، و5 رادارات، و3 قطع مدفعية، و25 مركبة أخرى، دون خسارة أي مروحية.

## الهدف جينكنز
أُوكلت مهمة السيطرة على "الهدف جينكنز" في بلدة الكفل إلى فريق القتال اللوائي الأول بقيادة العقيد ويل غريمزلي. ومع ذلك، في وقت صدور الأوامر، كان الفريق مشتتاً بين الناصرية والنجف، ولم تكن هناك وحدات متاحة لتنفيذ الهجوم سوى سرية الدفاع الجوي التابعة للواء، والمزوّدة بمدرعات M6 برادلي لاينباكر، بالإضافة إلى وحدة استطلاع ومراقبين جويين أماميين.
في الساعة 1:00 صباحًا من 25 مارس، شنّت وحدة الدفاع الجوي هجومًا باتجاه الجسر وواجهت مقاومة عنيفة من قوات فدائيي صدام المتحصنين. استمر القتال طوال الليل، وتقدّمت القوات ببطء مع طلب دعم المدفعية لاستهداف مواقع العراقيين.
قبل الفجر، طلبت قوات الدفاع الجوي تعزيزات، فاتصل العقيد غريمزلي بالمقدم روك ماركوني لإرسال سرية "برافو" من الكتيبة الثالثة، فوج المشاة السابع. وعند الساعة 8:30 صباحًا، التحمت القوات، فتولّت وحدة الدفاع الجوي تأمين الأجنحة، بينما واصلت سرية "برافو" الهجوم نحو الجسر، منخرطة في قتال مباشر مع الجنود العراقيين وتطهير الأبنية على جانبي الطريق.
في الساعة 11:00 صباحًا، شنّت سرية "برافو" الهجوم على الجسر، وبعد عبور ثلاث دبابات أبرامز، فجّر مهندسو الجيش العراقي متفجرات كانت موضوعة مسبقًا عليه. ورغم أن الجسر لم ينهَر، إلا أنه تضرر، مما حاصر ثلاث دبابات في الجانب الآخر.
بعد معاينة الجسر وتقدير أنه لا يزال صالحًا للعبور، قاد المقدم ماركوني دبابته شخصيًا عبره، ثم مشى في وسط الجسر تحت نيران مباشرة من أسلحة خفيفة وقذائف هاون، ليصل إلى الدبابات المعزولة. بعد ذلك أمر باقي القوة الأمريكية بعبور الجسر والانخراط في قتال عنيف بالأيدي والأسلحة الخفيفة.
تعرّضت القوات الأمريكية لنيران مدفعية هاون، وهجمات انتحارية شنّها عراقيون بمركبات مدنية وشاحنات نفايات. أُصيبت ثلاث مدرعات برادلي بقذائف RPG، واستمر الهجوم العراقي حتى 26 مارس، لكنه فشل في طرد القوات الأمريكية.
بقيت سرية "برافو" في الهدف جينكنز حتى وصول وحدة الفرسان 3/7 في ظهر يوم 27 مارس. وخاضت سرية "برافو" قتالًا مباشرًا لمدة 36 ساعة ضد ما يصل إلى 1200 عنصر من الفدائيين، وأسفر الاستيلاء على الجسر عن عزل النجف من الشمال.

## الهدف فلويد
في الساعة 6:00 صباحًا من 25 مارس، شنّ السرب الثالث من فوج الفرسان السابع هجومًا على "الهدف فلويد". دار القتال في عاصفة رملية خفّضت مدى الرؤية إلى 25 مترًا، مما أجبر القوات الأمريكية على استخدام الرؤية الحرارية لاستهداف الجنود العراقيين.
وصلت القوات إلى الجسر عند الساعة 10:43 صباحًا وتبيّن أنه غير مفخخ. بعد العبور، تقدّمت السريتان A وB شمالاً لتأمين سد وجسر وإنشاء مواقع حجب إضافية لعزل النجف. تعرضت هذه المجموعة لهجوم من مئات الفدائيين الذين تسللوا في ظروف الرؤية المحدودة.
في الوقت ذاته، تعرّضت السرية C، التي كانت تؤمّن الجسر، لهجوم عنيف من عراقيين يقودون مركبات مدنية، شمل ذلك الاصطدام بمركبة M3 برادلي بواسطة حافلة نقل عام، واستخدام شاحنة وقود لاختراق الدفاعات الأمريكية.
رغم أن المروحيات كانت لا تزال معطّلة بسبب العاصفة، إلا أن القاذفات بي-1 لانسر استطاعت تنفيذ ضربات جوية باستخدام قنابل موجهة بنظام GPS، مما أسفر عن تدمير دبابتين عراقيتين من طراز تي-72.
أثناء تحرك السرية B شمالاً، وقعت في كمين عراقي قصير المدى. خلال الاشتباك، تم تدمير دبابتين من نوع M1 أبرامز ومدرعة M3 برادلي، وانفجرت ذخائرها، إلا أن الألواح الانفجارية عملت كما هو مصمم ولم يُقتل أي من أفراد الطواقم.
أشارت التقارير الأولية إلى أن القوات العراقية استخدمت صواريخ كورنيت الروسية، لكن لم يُعثر على دليل يؤكد امتلاك العراق لهذا النوع، ويُعتقد الآن أن الآليات ضُربت بقذائف RPG-18.
تخلّت السرية B عن المركبات المعطوبة ووصلت إلى مواقع الحجب قبل حلول الظلام، مما أدى إلى توقف الهجمات العراقية.

## تطويق النجف
بعد حلول الظلام في 26 مارس، شنّ الكتيبة الأولى من فوج المدرعات 64 هجومًا باتجاه الجنوب انطلاقًا من "الهدف جينكنز"، في محاولة للالتحام مع فوج الفرسان السابع عند "الهدف فلويد"، وبالتالي إكمال تطويق مدينة النجف. وفي تلك الليلة، نجحت القوات الأمريكية في الالتحام مع الفرسان السابع. في 27 مارس، انسحب فوج الفرسان السابع بعد أن خاض قتالًا متواصلًا لمدة 120 ساعة.
داخل النجف، أخذت الأوضاع تزداد سوءًا. نقل المدنيون الذين وصلوا إلى خطوط القوات الأمريكية أن ميليشيا فدائيي صدام كانت تُجبر عناصر ميليشيا القدس على القتال تحت تهديد قتل أفراد عائلاتهم. كما أبلغوا أن مسؤول حزب البعث المحلي أعدم مدنيين قبل أن يُقتل في غارة جوية. وذكر عقيد في الجيش العراقي أن من أصل 1200 جندي كانوا تحت قيادته، لم يتبقَّ سوى 200 فقط.
في 29 مارس، قُتل أربعة جنود أمريكيين من السرية ألفا، الكتيبة الثانية، فوج المشاة السابع (الولايات المتحدة)، فرقة المشاة الثالثة (الولايات المتحدة), وذلك عندما نفّذ انتحاري هجومًا بسيارة مفخخة على نقطة تفتيش شمال غرب النجف.

## الاستيلاء على النجف
بسبب استمرار الهجمات على خطوط الإمداد الأمريكية من قبل قوات عراقية في مدن تم تجاوزها، أبطأت القوات الأمريكية من تقدمها لعدة أيام لتأمين خطوط الإمداد قبل الدفع النهائي نحو بغداد. خلال هذه الفترة، كانت فرقة الإنزال الجوي 82 تشن هجومًا على السماوة.
في 28 مارس، وصلت فرقة الإنزال الجوي 101، بدعم من الكتيبة الثانية من فوج المدرعات 70 التابع لـفرقة المدرعات الأولى (الولايات المتحدة), إلى محيط النجف، واستلمت مواقع فرقة المشاة الثالثة.
في 29 مارس، شنّت فرقة 101 هجومًا على القوات العراقية المتمركزة في كلية زراعية جنوب المدينة، كما استولت على مطار النجف.
في 30 مارس، التحمت وحدة ODA 544 مع قوات فرقة 101 واقتحمت المدينة.
في 31 مارس، شنّت الفرقة استطلاعًا بالقوة في منطقة ضريح الإمام علي. وتعرض الجنود لهجوم بأسلحة خفيفة وقذائف RPG ومدافع هاوتزر أُطلقت من مسافة قريبة جدًا. استمر القتال لمدة أربع ساعات، مع دعم جوي كثيف، ومع ذلك لم تُصب العتبات المقدسة بأي أضرار.
في 1 أبريل، تعمد قادة فرقة 101 عدم إغلاق طريق رئيسي يؤدي من النجف إلى الحلة. وعندما حاولت القوات العراقية الانسحاب عبره، تعرضت لكمين من مروحيات هجومية من طراز OH-58 كايووا وقناصة.
في اليوم نفسه، نفذت عناصر من فوج المدرعات 70 عملية "اندفاع الرعد" (Thunder Run)، وهي اختراق مدرع عبر وسط النجف. استخدمت دبابات M1 أبرامز في الهجوم الذي واجه مقاومة شديدة، لكنه نجح.
في 2 أبريل، شنت فرقة 101 عدة هجمات منسقة داخل النجف، وسيطرت على مواقع رئيسية للفدائيين واستولت على معدات عسكرية كبيرة. وبحلول 4 أبريل، كانت المدينة بالكامل تحت سيطرة القوات الأمريكية.

## انظر ايضاً
- معركة النجف (2004)
- معركة النجف (2007)
- قائمة معارك حرب العراق (2003-2011)
- غزو العراق